# Gerhard Hewera
Gerhard Hewera (* 22. Juni 1958 in Staffelstein) ist ein Brigadegeneral außer Dienst der Luftwaffe der Bundeswehr. Zuletzt war er von Februar 2017 bis April 2023 Kommandeur Unterstützungsverbände im Luftwaffentruppenkommando in Köln.

## Militärische Laufbahn
Hewera trat 1977 in die Bundeswehr ein und absolvierte von 1978 bis 1979 den Offizierlehrgang an der Offizierschule der Luftwaffe. Im Anschluss studierte er Maschinenbau / Luft- und Raumfahrttechnik in Neubiberg.  Nach einer Verwendung im Jagdgeschwader 74 in Neuburg an der Donau machte er anschließend eine Ausbildung zum amtlich anerkannten Sachverständigen für den Kraftfahrzeugverkehr und wurde als Hörsaalleiter an der Technischen Schule der Luftwaffe 3 in Faßberg und als Technischer Offizier im Wehrbereichskommando 2, Hannover und als Leiter MatPrüfkommando im Wehrbereichskommando 3, Düsseldorf eingesetzt.
Nach diesen Verwendungen absolvierte Hewera von 1992 bis 1994 den Generalstabslehrgang an der Führungsakademie der Bundeswehr in Hamburg und wurde im Anschluss Sachgebietsleiter Krisenreaktionskräfte und stellvertretender Dezernatsleiter im Luftwaffenunterstützungskommando in Köln. Es folgten Verwendungen als Abteilungsleiter 4 Einsatzlogistik im Luftwaffenkommando Nord in Kalkar, als Referent für Grundsatz und Konzeption Logistik und stellvertretender Referatsleiter im Bundesministerium der Verteidigung, Führungsstab der Luftwaffe II 1, Bonn, bevor er 2003 bis 2005 Kommandeur des Luftwaffeninstandhaltungsregimentes 2 in Diepholz wurde.
Danach wurde Hewera erneut im Führungsstab Luftwaffe verwendet als Referatsleiter für Zentrale Aufgaben und Veranstaltungen, Presse- und Öffentlichkeitsarbeit und Controlling. Anschließend ging er nach Berlin in das Bundesministerium für Verteidigung als Bereichsleiter im Planungsstab. 2008 wurde er Chef des Stabes des Waffensystemkommandos der Luftwaffe, 2013 Stellvertretender Kommandeur Militärische Grundorganisation Verbände im Kommando Unterstützungsverbände Luftwaffe und 2015 Kommandeur des Technischen Ausbildungszentrums der Luftwaffe in Faßberg. Am 22. Februar 2017 wurde Hewera Kommandeur Unterstützungsverbände im Luftwaffentruppenkommando in Köln. Auf diesem Dienstposten erfolgte auch die Ernennung zum Brigadegeneral. Im April 2023 trat Hewera in den Ruhestand.

### Auszeichnungen
- Ehrenkreuz der Bundeswehr in Gold und Silber
- Einsatzmedaille, SFOR

## Privates
Hewera ist verheiratet und hat zwei Kinder.